# Fonseca e Silva
Francisco Victor da Fonseca e Silva ou simplesmente Fonseca e Silva (Natal, 15 de março de 1848 — Rio de Janeiro, 25 de julho de 1905) foi um militar e político brasileiro.
Filho de Luís da Fonseca e Silva, assentou praça voluntariamente na Escola Militar, em 1865. Participou da batalha de Peribebuí na Guerra do Paraguai, quando incorporado ao Batalhão de Engenheiros, em 1869, na qual foi elogiado em Ordem do Dia pelo Conde d'Eu, e condecorado com o oficialato da Imperial Ordem da Rosa e o hábito da Imperial Ordem de São Bento de Avis. Após a campanha do Paraguai, já como capitão, foi nomeado ajudante de ordens do ministro da Guerra.

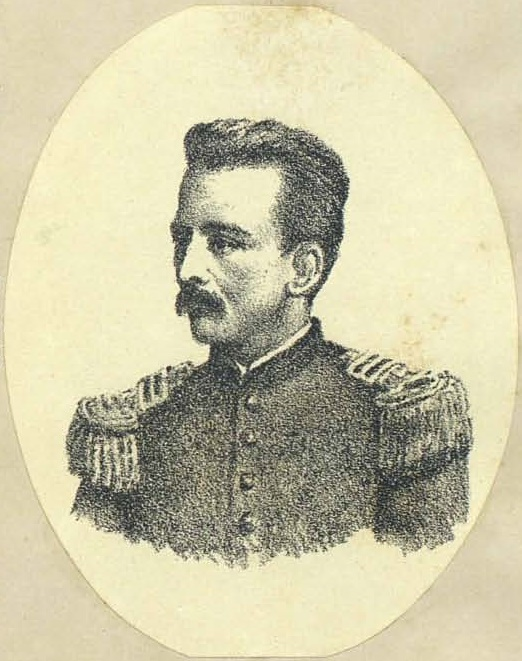
Coronel Fonseca e Silva.

Em 1889, foi promovido ao posto de tenente-coronel e, quando do golpe militar para a proclamação da República, em 15 de novembro daquele ano, foi nomeado para o comando do Corpo Policial fluminense (atual Polícia Militar), tornando-se, de fato, seu primeiro chefe de governo republicano, pois recebeu ordens para tomar o governo das mãos de Carlos Afonso de Assis Figueiredo, grande apoiador da monarquia, e enviar efetivos para o Campo de Santana, para auxiliar as tropas do Exército. 
Dessa forma, coube-lhe exercer o governo do novo estado do Rio de Janeiro, em caráter interino, até que tomasse posse Francisco Portela, nomeado pelo presidente Deodoro da Fonseca, o que ocorreu em 16 de novembro.
Deixou o comando do Corpo Policial em 1890, quando foi eleito deputado federal representando o estado do Rio de Janeiro no Congresso Nacional e na Assembléia Constituinte daquele ano, que seria responsável pela promulgação da primeira constituição republicana do Brasil, sendo reeleito para a segunda legislatura republicana pelo estado de Pernambuco. 
No ano de 1896, foi nomeado chefe do estado-maior da Guarda Nacional no Distrito Federal, sendo promovido, ao posto de coronel, em 1898. Foi eleito, em eleição suplementar, deputado federal por Pernambuco. Exerceu o mandato entre outubro e dezembro de 1902 e, em 1904, retornou ao estado do Rio Grande do Norte, elegendo-se deputado federal, sendo reformado em 1905, ano que faleceu, em 25 de julho, não tendo assumido o novo mandato.